# Discestra furca
Discestra furca là một loài bướm đêm trong họ Noctuidae.